# Lituania en los Juegos Olímpicos de Ámsterdam 1928
Lituania estuvo representada en los Juegos Olímpicos de Ámsterdam 1928 por un total de 12 deportistas que compitieron en 4 deportes.  
El equipo olímpico lituano no obtuvo ninguna medalla en estos Juegos.